# Nikolaj Girenko
Nikolaj Michajlovič Girenko (rusky Николай Михайлович Гиренко, 31. října 1940, Petrohrad – 19. června 2004, Petrohrad) byl ruský etnolog – afrikanista a aktivista za lidská práva.
Známý byl především jako aktivista za práva menšin.

## Životopis
Absolvoval tehdejší Leningradskou státní univerzitu v oboru orientalistiky. Po dostudování působil jako tlumočník mezi sovětskými specialisty a domorodými kmeny na Zanzibaru. Působil ve více etnologických a antropologických institucích.
V Petrohradě uspořádal několik seminářů upozorňujících na rozšiřující se trend extremismu. Účastnil se i mezinárodních konferencí týkajících se lidských práv. Figuroval jako svědek a konzultant ve více soudních procesech proti ultranacionalistickým organizacím a jednotlivcům. Dne 19. června 2004 byl Nikolaj Girenko zastřelen ve vlastním bytě v Petrohradě.
Podle vyšetřovatelů patřili oba vrazi ke krajně nacionalistické skupině „Bojová teroristické organizace“ (Боевая террористическая организация), podezřelé i z dalších naplánovaných vražd. 14. června 2011 odsoudil petrohradský městský soud jejího náčelníka Alexeje Vojevodina a jejího člena Artěma Prochorenka k doživotnímu vězení, další členové byli odsouzeni k menším trestům.